# Dekanat Legnica Zachód
Dekanat Legnica Zachód – jeden z 28 dekanatów w rzymskokatolickiej diecezji legnickiej.

## Parafie
W skład dekanatu wchodzi 10 parafii:
- Parafia Wniebowzięcia Najświętszej Maryi Panny – Krotoszyce
- Parafia Matki Bożej Częstochowskiej – Legnica
- Parafia św. Jadwigi Śląskiej – Legnica
- Parafia św. Jana Chrzciciela – Legnica
- Parafia św. Józefa Opiekuna Zbawiciela – Legnica
- Parafia św. Tadeusza Apostoła – Legnica
- Parafia Świętej Rodziny – Legnica
- Parafia Narodzenia Najświętszej Maryi Panny – Małuszów
- Parafia Świętego Krzyża – Rzeszotary
- Parafia Wniebowzięcia Najświętszej Maryi Panny – Ulesie